# Tres Pics
Tres Pics är ett berg i Spanien.   Det ligger i provinsen Província de Girona och regionen Katalonien, i den nordöstra delen av landet, 500 km öster om huvudstaden Madrid. Toppen på Tres Pics är 2 591 meter över havet, eller 59 meter över den omgivande terrängen. Bredden vid basen är 1,3 km.
Terrängen runt Tres Pics är kuperad åt nordost, men åt sydväst är den bergig. Runt Tres Pics är det mycket glesbefolkat, med 6 invånare per kvadratkilometer. Närmaste större samhälle är Sant Joan de les Abadesses, 17,3 km söder om Tres Pics. Trakten runt Tres Pics består i huvudsak av gräsmarker.